# Neighbours (tv-serie)
 For alternative betydninger, se Neighbours. (Se også artikler, som begynder med Neighbours)
Naboerne (originaltitel: Neighbours) er en australsk sæbeopera som er blevet sendt siden 18. marts 1985. Serien blev først sendt på Seven Network, men serien blev i 1986 købt af Network Ten. Serien blev skabt af Reg Watson, og bliver produceret af Reg Grundy Organisation. Igennem hele seriens levetid er der blevet sendt fem episoder á 22 minutter hver uge. Totalt er det vist over 6000 episoder af serien.
Serien viser det daglige liv hos familierne som bor på den fiktive gade Ramsay Street, i den fiktive byen Erinsborough. Serien bliver optaget i Melbourne.
Flere succesfulde australske skuespillere og artister har begyndt deres karrierer i Naboerne, f.eks. Kylie Minogue, Jesse Spencer, Guy Pearce, Russell Crowe (i en kort gæsterolle), Natalie Imbruglia, Jason Donovan, Holly Valance, Mark Little, Radha Mitchell, Delta Goodrem og Peter O'Brien. Skuespilleren Alan Dale, som tidligere havde hovedrollen i The Young Doctors, spillede den centrale figuren Jim Robinson i seriens syv første sæsoner, og i dag kendt for sin rolle i 24 Timer, The O.C. og NCIS.

## Naboer internationalt
Serien blev i 1990erne vist på TV3.